# ジュリア・ウォード・ハウ
ジュリア・ウォード・ハウ（Julia Ward Howe、1819年5月27日 - 1910年10月17日）は、アメリカ合衆国の著名な奴隷制度廃止運動家・政治活動家。リパブリック讃歌の作詞者として有名な詩人でもある。

## 来歴

### 生い立ちと家系
ジュリア・ウォードは父サミュエル・ウォード（1786年5月1日 - 1839年11月27日）と母ジュリア・ラッシュ・カトラーの7人の子供の内、第4子としてニューヨーク市で生まれた。兄弟の1人にサミュエル・カトラー・ウォード (Samuel Cutler Ward) がおり、妹の娘（姪）には駐日英国公使夫人のメアリー・フレイザーがいる。父親は裕福な銀行家だった。母親は彼女が5歳の時に他界した。幼少からイタリア語、フランス語、ドイツ語、ギリシア語と多くの言語を学んだ。
彼女の父方の祖父母は大陸軍の中佐サミュエル・ウォード（1756年11月17日 - 1832年8月16日）とフィービー・グリーン（1828年10月11日に死去）、母方の祖父母はベンジャミン・クラークとサラ・ミッチェル・カトラーである。
父方の祖父サミュエル・ウォード中佐は、ロードアイランド州の総督で、後に大陸会議の代表となったサミュエル・ウォード（1725年5月27日 - 1776年3月26日)とアンナ・レイ（1770年12月3日没）の息子である。父方の祖母フィービー・グリーンはロードアイランド州知事ウィリアム・グリーン (William Greene、1731年8月16日 - 1809年11月30日）とキャサリン・レイの娘であった。

### 結婚と子供達
1843年、ギリシャ独立戦争の英雄の1人でシェブ (Chev) の愛称を持つ医学博士のサミュエル・グリドリー・ハウ (Samuel Gridley Howe) と結婚した。ハウはパーキンス盲学校の初代校長である。夫妻はサウスボストンに自宅を建て、6人の子供達が生まれ（その内の5人が成人している）、自由土地党で活動した。彼女はユニテリアン派教会 (American Unitarian Association) に所属していた。

### 社会的活動
ハウがウィリアム・ステッフ (1830年 - 1890年) の既存の曲に歌詞を付けた「リパブリック讃歌」は1862年のアトランティック・マンスリー (the Atlantic Monthly) で最初に発表され、直ちに南北戦争において北軍の間で最も人気の高い歌の1つとなった。
1870年、ハウは「母の日宣言」(Mother's Day Proclamation) と共に、初めて「母の日」を宣言した。
戦争後は平和主義と女性参政権の運動に集中した。1872年から1879年まで、ルーシー・ストーン (Lucy Stone) とヘンリー・ブラウン・ブラックウェル (Henry Browne Blackwell) の「Woman's Journal」の編集を手伝った。

### 死去

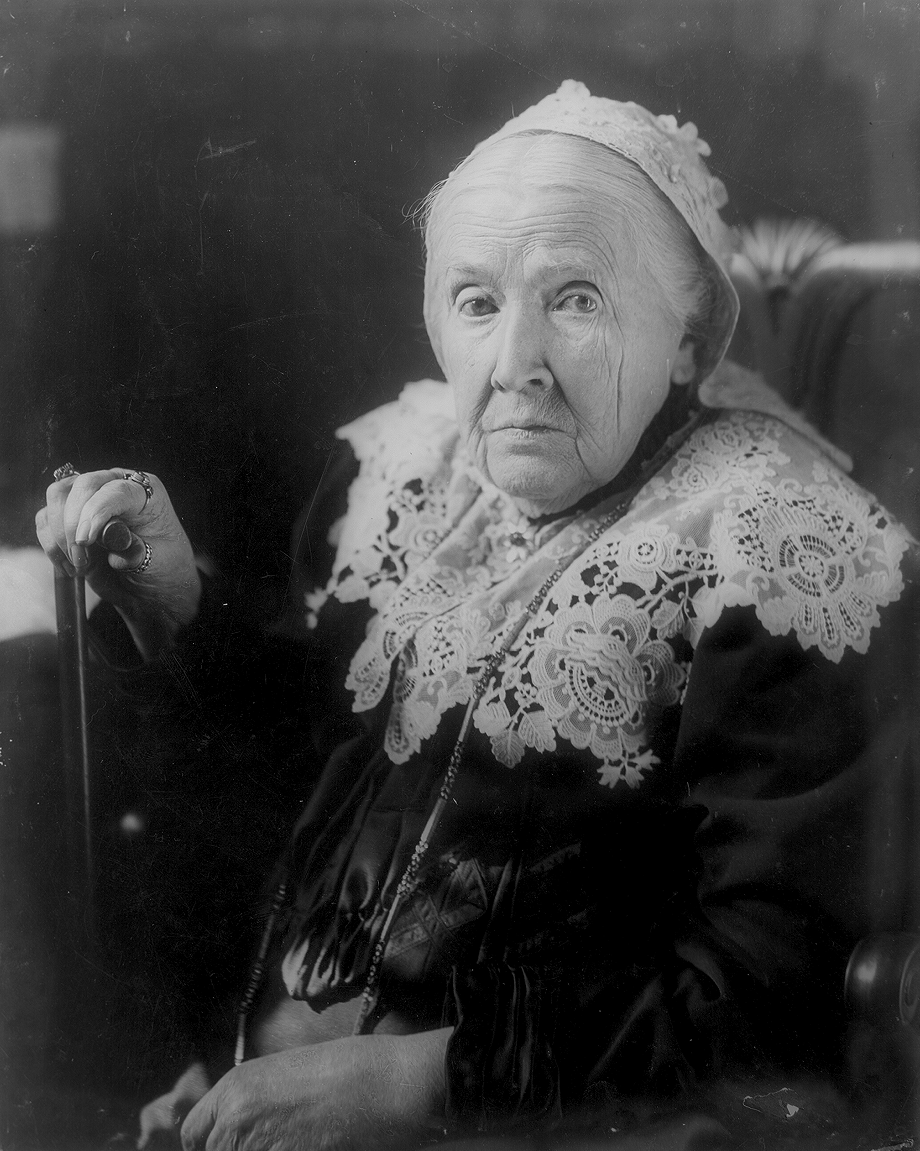
晩年のハウ

1910年10月17日、ハウはロードアイランド州ポーツマス、オークグレンの自宅で亡くなった。91歳であった。彼女はマサチューセッツ州ケンブリッジのマウント・オーバン・セメタリー (Mount Auburn Cemetery) に埋葬された。

## 栄誉
1908年1月28日、ハウはアメリカ芸術文学アカデミー (American Academy of Arts and Letters) に選ばれた初の女性となった。1970年には没後60年にしてソングライター殿堂 (Songwriters Hall of Fame) 入りを果たした。
ハウの肖像は1987年にアメリカで発行された14セント切手の図柄になっている。
シカゴ・オースティン・コミュニティのジュリア・ウォード・ハウ・スクール・オブ・エクセレンス（幼稚園から小学校までの8年間の学校）は彼女の栄誉を讃え名付けられた。
ロードアイランド州オークグレンの彼女の家は1978年にアメリカ合衆国国家歴史登録財に加えられた。

## 作品
- 『The Hermaphrodite』 小説、未完であるが1846 - 1847年に書かれたと思われる。Lincoln: University of Nebraska Press, 2009-01. ISBN 978-0803218871.
- 『Passion-Flowers』 詩集。Boston: Ticknor, Reed, and Fields, 1854.
  - 『Passion-flowers (Paperback)』 BiblioBazaar, 2009-07. ISBN 978-1110774111.
- 『Words for the Hour』 詩集。Boston: Ticknor and Fields, 1857.
  - 『Words for the Hour (Paperback)』 BiblioBazaar, 2008-08. ISBN 978-0554814469.
- 『From Sunset Ridge; Poems Old and New』 詩集。Boston, New York: Houghton Mifflin & Co. 1898. 
  - 『From Sunset Ridge - Poems Old And New (Paperback)』 Fabri Press, 2008-07. ISBN 978-1409768258.
- 『Later Lyrics』 詩集。Boston: J. E. Tilton & company, 1866. ASIN B001UORZOE
- 『At Sunset』 詩集。Boston and New York: Houghton Mifflin Co., 1910.
  - 『At Sunset (Paperback)』 BiblioBazaar, 2009-07. ISBN 978-1110782932.

## 関連資料
- Representative women of New England (1904). Whitefish: Kessinger Publishing, LLC, 2008-10. ISBN 978-1437156201.
- Richards, Laura Elizabeth Howe. Julia Ward Howe, 1819–1910. Boston: Houghton Mifflin, 1916. 2 vol.
  - Julia Ward Howe 1819-1910 - Volume II (Paperback). Bronson Press, 2007-03. ISBN 978-1406726428.
- Clifford, Deborah Pickman. Mine Eyes Have Seen the Glory: A Biography of Julia Ward Howe.  Boston: Little, Brown and Co., 1978. ISBN 978-0316147477.
- Wlliams, Gary. Hungry Heart: The Literary Emergence of Julia Ward Howe. Amherst: U Massachusetts P, 1999. ISBN 978-1558491571.